# 树 (集合论)
集合论中一个偏序结构<s,R>如果满足以下条件：
对任意x∈s，集合A（x）={y∈s丨yRx}对于R是三歧的、传递的，并且对于A(x)的任意真子集总存在一个极小元，即<A（x），R>是一个良序结构。
那么这个偏序结构便被称为树（Tree)。

## 树的高度
若<s,R>为树，那么对于s中任一元素，与集合A（x）={y∈s丨yRx}同构的序数被称为x在树<s,R>中所处的高度，记为ht（x）。
我们把集合T（a）={x∈s丨ht(x)=a}称为树<s,R>的a层，而满足T（a）=∅的最小序数便被称为「树的高度」。